# Dengshang
Dengshang (kinesiska: 磴上乡, 磴上) är en socken i Kina. Den ligger i provinsen Hebei, i den norra delen av landet, omkring 220 kilometer nordost om huvudstaden Peking. Antalet invånare är 15 245. Befolkningen består av 7 284 kvinnor och 7 961 män. Barn under 15 år utgör 17,0 %, vuxna 15-64 år 72 %, och äldre över 65 år 10,0 %.
Genomsnittlig årsnederbörd är 737 millimeter. Den regnigaste månaden är juni, med i genomsnitt 203 mm nederbörd, och den torraste är januari, med 2 mm nederbörd.